# Happiness Tour
Happiness Tour – первый концертный тур британской группы Hurts в поддержку их дебютного альбома Happiness. В конце февраля 2010 года Hurts отыграли четыре выступления в Великобритании и Германии, а уже в апреле и мае присоединились к NME Radar Tour, после чего возобновились их сольные концерты, а также фестивали в Европе и Азии, среди них было и дебютное выступление на фестивале в Японии. С октября разнообразные сольные исполнители и группы всё чаще стали появляться на разогреве Hurts, а к концу 2010 года они и сами выступили на разогреве группы Scissor Sisters в их британском арена-туре. В апреле 2011 года состоялось их дебютное выступление в США на фестивале Коачелла, а в мае 2011 года Hurts отправились в мини-тур по Азии, после чего последовала череда европейских фестивалей, продлившаяся до конца лета. Концерт 4 ноября 2011 года в Лондоне стал завершающим выступлением двухгодичного Happiness тура, на нём к группе присоединилась Кайли Миноуг для исполнения дуэтом двух песен. В 2012 году группа выступила на нескольких летних фестивалях.

## Описание
Описание выступления, декорации
В течение выступления Тео Хатчкрафт бросает в зал белые розы на длинных ножках с обрезанными шипами, в райдере обычно указано около 10 штук. На песне «Evelyn» он ломает стойку микрофона. Перед «Illuminated» он просит публику включить экраны мобильных телефонов. По левую руку от Тео неизменно находится Адам Андерсон, он исполняет большую часть песен сидя за синтезатором, установленным на прозрачной пластиковой подставке, но на «Evelyn» он выходит на противоположную строну сцены и играет на гитаре, по окончании песни он бросает медиатор в толпу. На бис исполняют песню «Better Than Love».
На начальных этапах тура Hurts обычно выступают на фоне белого экрана, который со временем все чаще дополняется такими же подсвеченными колоннами из белой ткани. С 27 июня 2010 на многих выступлениях Hurts стали вешать на заднике сцены большое чёрное полотно с белым логотипом группы.

На первых выступлениях Тео появляется с аксессуаром — белым шарфом, и расчёской в кармане, в течение тура появляются черные кожаные перчатки, а на летних фестивалях Тео и Адам часто выступают в солнечных очках «Рэй-Бан». Адам иногда надевает чёрный шарф, галстук-бабочку или галстук Боло и длинное чёрное пальто.

С начала февраля 2011 Тео стал появляться на сцене в пелерине, накинутой поверх костюма. Тогда же на некоторое время, до 19 марта 2011, привычные декорации Hurts из подсвеченных тканевых колонн сменяются на большие жалюзи, на которые проецируются силуэты танцовщиц из их второго видеоклипа на песню «Wonderful Life». C 1 октября 2011 жалюзи сменил большой баннер с напечатанным на нём изображением дома в большими окнами.

На некоторых летних фестивалях 2012 года на экранах проецируются изображения светящихся ломаных и пересекающихся линий, и различных видеофрагментов в том числе из их клипов.
Музыканты и танцовщицы
C первого выступления Hurts и до 6 августа 2011 года группу сопровождает двухметровый бэк-вокалист Ричард Сидауэй, стоящий все выступление практически неподвижно, он также солирует во второй части песни под названием «Verona», ещё на сцене неизменно находятся клавишник Пит Уотсон и барабанщик Пол Уолшем.
9 октября 2010 на концерте в O2 Shepherd’s Bush Empire в Лондоне во время исполнения песни «Wonderful Life» на сцене присутствовала саксофонистка, а также танцовщица, одетая так же как девушка из дебютного черно-белого клипа Hurts на песню «Wonderful Life». Её танец является смесью стилей вакинг и вогинг.
Со 2 февраля 2011 года, с концерта в Brighton Dome в Великобритании, на сцене с Hurts на многих выступлениях стали играть бас-гитарист и альтистка.
3 июня на первом летнем фестивале 2011 года под названием Rock im Park в Германии, к группе на постоянной основе присоединились две танцовщицы, а к музыкантам добавились две скрипачки и одна виолончелистка, так же одна из девушек играла на арфе.

Оркестр исполняет сольные партии во вступительном треке «Intro music», в инструментальном проигрыше песни «The Water» и в песне с мрачной историей «Gloomy Sunday».
Танцовщицы появляются на сцене одетые в длинные черные балахоны с накинутыми капюшонами и во время «Intro music» держат в руках черные флаги. На время первой песни «Silver Lining» они остаются на сцене и стоят на коленях сложив руки в молитвенном жесте. На «Gloomy Sunday» они выходят на сцену в черных балетных пачках и на пуантах с длинными красными лентами, повязанными на их запястья и остаются танцевать на сцене во время исполнения песни «Better Than Love». В 2012 году они переодеваются в красные платья для песни «Devotion».
Особенные выступления
В течение тура у песни Devotion было два особенных исполнения:

— в первый раз это был дуэт с Клэр Магуайр, которая выступала в качестве разогрева на концерте группы в Глазго в клубе Oran Mor 4 октября 2010;

— второй раз был на завершающем концерте финального этапа 2011 года, на этот раз это был дуэт с Кайли Миноуг в Лондоне в Brixton Academy 4 ноября 2011. Тогда же дуэтом была исполнена песня Кайли Миноуг «Confide in Me».
17 ноября 2010 на выступлении в Union Chapel в Лондоне в Великобритании Адам Андерсон отсутствовал из-за того, что надорвал спину перенося пианино. Это был первый акустический концерт Hurts. В тот день на сцене была Тали Леннокс, она сидела на стуле и обрывала лепестки белых роз из букета.

15 января 2011 на выступлении на The Shibuya DUO Music Exchange в Токио в Японии Адам Андерсон отсутствовал из-за зубной боли.
Hurts использовали красные конфетти на концертах в Somerset House в Лондоне 14 июля 2011, Эдвард Бовингдон написал в обзоре выступления: «Театральный спектакль был представлен в виде балерин в перерывах между песнями и волны красных конфетти, как душа из символической крови, в конце»; светящиеся палочки, конфетти и фейерверк в Zitadelle Spandau в Берлине 13 августа 2011; фейерверк в Brixton Academy в Лондоне 4 ноября 2011.
8 ноября 2011 Hurts написали на своей странице в Facebook:

Дамы и господа. Спасибо. 22 месяца тура позади. Свыше 200 концертов. Для более чем 500 000 человек. В 46 странах. От 200 человек в St Philip’s Church в Солфорде на нашем первом концерте и до 80 000 зрителей на Rock Am Ring в Германии. Наряду с почти 1 миллионом проданных альбомов и 1 миллионом синглов.

Невероятно. Спасибо каждому из тех, кого мы повстречали на этом пути: за все ваши дары, за каждое спетое вами слово, за каждый отданный вами голос, за каждое доброе слово, за веру в нас, за то, что позволили исполниться нашим мечтам. Без вас мы были бы ничем. Мы любим вас…

## Рецензия
Критики, в большинстве своём, приняли тур Happiness положительно, единодушно отмечая внимательное отношение группы к деталям шоу и выдержанность всего выступления в едином стиле, за выступлениями группы даже закрепилось определение «Театр Hurts» (англ. "The Theatre of Hurts").

## Разогрев
В туре группу поддерживали более 40 исполнителей. Вот они:

| - New Young Pony Club (Лондон, 10 июня 2010) - Клэр Магуайр (Глазго, 2–4 октября 2010; Великобритания, Ирландия, 2–8 февраля 2011; Германия, выборочные даты в марте 2011) - (we are) Performance (Великобритания, 5–9 октября 2010) - Handsome Poets (Амстердам, 10 октября 2010) - Noonie Bao (Стокгольм, 16 октября 2010) - Roman Fischer (Германия, 18–22 октября 2010) - Stereo Grand (Брюссель, 30 октября 2010; Люксембург, 31 октября 2010) - Kamp! (Польша, 21–22 января 2011) - Shadowplay! (Гданьск, 23 января 2011) - Shirubi Ikazuchi (Таллин, 25 января 2011) - TV OFF (Хельсинки, 26 января 2011) - Saint Saviour (Великобритания, выборочные даты в феврале 2011; Лондон, 14 июля 2011) - Stendhal Syndrome и Alba G. Corral(Испания, 12–13 февраля 2011) - The Eleanors (Porto, 15 февраля 2011) - Too Young To Love (Болонья, 18 февраля 2011) - Harvey Quinnt (Брюссель, 1 марта 2011) - Pien Feith (Гронинген, 2 марта 2011) | - Rara Avis (Прага, 13 марта 2011) - Bunny Lake (Вена, 15 марта 2011) - Lovers Electric (Мюнхен, 16 марта 2011; Берлин, 13 августа 2011) - Rimer London (Амстердам, 19 марта 2011) - Cata.Pirata (Амстердам, 19 марта 2011) - Dikta (Рейкьявик, 20 марта 2011) - Retro Stefson (Рейкьявик, 20 марта 2011) - Inje (Белград, 25 мая 2011) - Jack Beauregard (Германия, 5, 7 июня 2011) - Gaggle (Лондон, 14 июля 2011) - A Forest (Дортмунд, 27 июля 2011) - Kensington Road (Дортмунд, 27 июля 2011) - Firefox AK (Берлин, 13 августа 2011; выборочные даты в сентябре, октябре 2011) - The Heartbreaks (выборочные даты в октябре 2011) - SuperXiu (Познань, 9 октября 2011) - Nефть (Россия, 17–18 октября 2011) - NipplePeople (Загреб, 23 октября 2011) - Niki & the Dove (Великобритания, 2–4 ноября 2011) - Jess Mills (Великобритания, 2–4 ноября 2011) |

## Список композиций
В течение тура сет-лист группы был расширен более чем в два раза.
1. «Better Than Love»
2. «Silver Lining»
3. «Blood, Tears & Gold»
4. «Unspoken»
5. «Sunday»
6. «Stay»
7. «Wonderful Life»
8. «Illuminated»

Примечания
- 22 февраля 2010 года в сет-листе второй по порядку стояла песня «Happiness», но была зачёркнута

1. «Silver Lining»
2. «Wonderful Life»
3. «Happiness»
4. «Blood, Tears & Gold»
5. «Sunday»
6. «Stay»
7. «Illuminated»
8. «Better Than Love»

1. «Unspoken»
2. «Silver Lining»
3. «Wonderful Life»
4. «Happiness»
5. «Blood, Tears & Gold»
6. «Evelyn»
7. «Sunday»
8. «Mother Nature»
9. «Verona»
10. «Devotion»
11. «Confide in Me» (Kylie Minogue cover)
12. «Illuminated»
13. «Stay»

На бис:
1. «Better Than Love»

Примечания
- «Mother Nature» исполняется со 2 февраля 2011
- «Stay» идет по порядку после «Illuminated» с марта 2011

1. «Silver Lining»
2. «Wonderful Life»
3. «Happiness»
4. «Unspoken»
5. «Devotion»
6. «Mother Nature»
7. «Blood, Tears & Gold»
8. «Evelyn»
9. «Sunday»
10. «Confide in Me» (Kylie Minogue cover)
11. «Verona»
12. «Illuminated»
13. «Stay»

На бис:
1. «Better Than Love»

1. «Silver Lining»
2. «Wonderful Life»
3. «Happiness»
4. «Blood, Tears & Gold»
5. «Evelyn»
6. «Sunday»
7. «Verona»
8. «Unspoken»
9. «Mother Nature»
10. «Devotion»
11. «The Water» (instrumental)
12. «Confide in Me» (Kylie Minogue cover)
13. «Illuminated»
14. «Stay»

На бис:
1. «Better Than Love»

Примечания
- «Wonderful Life», «Happiness», «Blood, Tears & Gold», «Evelyn», «Verona», «Unspoken», 
«Mother Nature», «Devotion», «The Water» (instrumental) исключались из сет-листа в выборочные даты
- «Verona» исполняется Тео соло с 8 августа 2011

Intro music
1. «Silver Lining»
2. «Wonderful Life»
3. «Happiness»
4. «Blood, Tears & Gold»
5. «Evelyn»
6. «Sunday»
7. «Gloomy Sunday» (instrumental)
8. «Verona»
9. «Mother Nature»
10. «Unspoken»
11. «Devotion»
12. «The Water» (instrumental)
13. «Confide in Me» (Kylie Minogue cover)
14. «Affair»
15. «Illuminated»
16. «Stay»

На бис:
1. «The Water»
2. «Better Than Love»

1. «Silver Lining»
2. «Wonderful Life»
3. «Happiness»
4. «Blood, Tears & Gold»
5. «Evelyn»
6. «Sunday»
7. «Mother Nature»
8. «Unspoken»
9. «Devotion»
10. «The Water» (instrumental)
11. «Confide in Me» (Kylie Minogue cover)
12. «Guilt»
13. «Illuminated»
14. «Stay»

На бис:
1. «Better Than Love»

Примечания
- «Guilt» была впервые исполнена 8 августа 2012
- «Mother Nature», «The Water» исключались из сет-листа в выборочные даты

1. «Silver Lining»
2. «Wonderful Life»
3. «Happiness»
4. «Blood, Tears & Gold»
5. «Evelyn»
6. «Sunday»
7. «Devotion»
8. «Unspoken»
9. «Confide in Me» (Kylie Minogue cover)
10. «Affair»
11. «Illuminated»
12. «Stay»

На бис:
1. «Better Than Love»

## Даты концертов
| Дата                | Город             | Страна         | Площадка/Событие                     |
| ------------------- | ----------------- | -------------- | ------------------------------------ |
| Европа              |                   |                |                                      |
| 22 января 2010      | Берлин            | Германия       | Фридрихштадтпаласт                   |
| 22 февраля 2010     | Солфорд           | Великобритания | St Philip's with St Stephen's Church |
| 24 февраля 2010     | Лондон            | Великобритания | Wilton's Music Hall                  |
| 26 февраля 2010     | Берлин            | Германия       | Magnet Club                          |
| 27 февраля 2010     | Кёльн             | Германия       | Gebäude 9                            |
| 26 апреля 2010[1]   | Глазго            | Великобритания | King Tut's Wah Wah Hut               |
| 27 апреля 2010[1]   | Престон           | Великобритания | 53 Degrees                           |
| 28 апреля 2010[1]   | Манчестер         | Великобритания | Manchester Academy 3                 |
| 30 апреля 2010[1]   | Сток-он-Трент     | Великобритания | The Sugarmill                        |
| 1 мая 2010          | Лидс              | Великобритания | Live at Leeds Festival               |
| 2 мая 2010[1]       | Мидлсбро          | Великобритания | Teesside University                  |
| 4 мая 2010[1]       | Оксфорд           | Великобритания | O2 Academy Oxford                    |
| 5 мая 2010[1]       | Бристоль          | Великобритания | The Thekla                           |
| 6 мая 2010[1]       | Рексем            | Великобритания | Central Station                      |
| 8 мая 2010[1]       | Йорк              | Великобритания | The Duchess                          |
| 9 мая 2010[1]       | Портсмут          | Великобритания | The Wedgewood Rooms                  |
| 10 мая 2010[1]      | Лондон            | Великобритания | KOKO                                 |
| 11 мая 2010[1]      | Норидж            | Великобритания | The Waterfront                       |
| 12 мая 2010[1]      | Нортгемптон       | Великобритания | The Roadmender                       |
| 14 мая 2010         | Брайтон           | Великобритания | The Great Escape Festival            |
| 15 мая 2010         | Кёльн             | Германия       | Luxor                                |
| 16 мая 2010         | Берлин            | Германия       | Lido                                 |
| 20 мая 2010         | Дублин            | Ирландия       | Whelan's                             |
| 1 июня 2010         | Берлин            | Германия       | Admiralspalast                       |
| 10 июня 2010        | Лондон            | Великобритания | Dingwalls                            |
| 23 июня 2010        | Мадрид            | Испания        | Charada                              |
| 27 июня 2010        | Санкт-Галлен      | Швейцария      | Openair St. Gallen Festival          |
| 3 июля 2010         | Уэльс             | Великобритания | Wakestock Festival                   |
| 9 июля 2010         | Лиссабон          | Португалия     | Optimus Alive Festival               |
| 10 июля 2010        | Пунчестаун        | Ирландия       | Oxegen Festival                      |
| 11 июля 2010        | Баладо            | Великобритания | T in the Park Festival               |
| 17 июля 2010        | Грефенхайнихен    | Германия       | Melt! Festival                       |
| 18 июля 2010        | Лондон            | Великобритания | Lovebox Festival                     |
| 31 июля 2010        | Дорсет            | Великобритания | Camp Bestival                        |
| Азия                |                   |                |                                      |
| 7 августа 2010      | Токио             | Япония         | Summer Sonic Festival                |
| 8 августа 2010      | Осака             | Япония         | Summer Sonic Festival                |
| Европа              |                   |                |                                      |
| 20 августа 2010     | Хасселт           | Бельгия        | Pukkelpop Festival                   |
| 21 августа 2010     | Челмсфорд         | Великобритания | V Festival                           |
| 22 августа 2010     | Стаффорд          | Великобритания | V Festival                           |
| 27 августа 2010     | Хельсинки         | Финляндия      | Club Yk                              |
| 28 августа 2010     | Стокгольм         | Швеция         | Popaganda                            |
| 1 сентября 2010     | Лондон            | Великобритания | RIBA                                 |
| 3 сентября 2010     | Дублин            | Ирландия       | Electric Picnic                      |
| 6 сентября 2010     | Манчестер         | Великобритания | HMV                                  |
| 11 сентября 2010    | Остров Уайт       | Великобритания | Bestival                             |
| 13 сентября 2010    | Цюрих             | Германия       | Seefeld-Razzia                       |
| 15 сентября 2010    | Амстердам         | Нидерланды     | Desmet Studios                       |
| 24 сентября 2010    | Баден-Баден       | Германия       | New Pop Festival                     |
| 2 октября 2010      | Брайтон           | Великобритания | Concorde2                            |
| 3 октября 2010      | Лидс              | Великобритания | Cockpit                              |
| 4 октября 2010      | Глазго            | Великобритания | Oran Mor                             |
| 5 октября 2010      | Манчестер         | Великобритания | The Ritz                             |
| 7 октября 2010[2]   | Бирмингем         | Великобритания | HMV Institute                        |
| 8 октября 2010      | Бристоль          | Великобритания | Trinity Church                       |
| 9 октября 2010      | Лондон            | Великобритания | O2 Shepherd's Bush Empire            |
| 10 октября 2010[3]  | Амстердам         | Нидерланды     | Paradiso                             |
| 12 октября 2010     | Копенгаген        | Дания          | Little Vega                          |
| 13 октября 2010     | Орхус             | Дания          | Voxhall                              |
| 15 октября 2010     | Рейкьявик         | Исландия       | Iceland Airwaves Festival            |
| 16 октября 2010     | Стокгольм         | Швеция         | Debaser Medis                        |
| 18 октября 2010[4]  | Берлин            | Германия       | Kulturbrauerei                       |
| 19 октября 2010     | Гамбург           | Германия       | Uebel & Gefährlich                   |
| 20 октября 2010[5]  | Кёльн             | Германия       | Essigfabrik                          |
| 22 октября 2010[6]  | Мюнхен            | Германия       | Theaterfabrik                        |
| 23 октября 2010     | Цюрих             | Швейцария      | Harterei Club                        |
| 24 октября 2010     | Милан             | Италия         | Magazzini Generali                   |
| 26 октября 2010[7]  | Барселона         | Испания        | Bikini                               |
| 27 октября 2010[8]  | Мадрид            | Испания        | Penelope                             |
| 29 октября 2010[9]  | Париж             | Франция        | Le Trabendo                          |
| 30 октября 2010     | Брюссель          | Бельгия        | La Botanique                         |
| 31 октября 2010     | Люксембург        | Люксембург     | Den Atelier                          |
| 17 ноября 2010[10]  | Лондон            | Великобритания | Union Chapel                         |
| 3 декабря 2010[11]  | Бирмингем         | Великобритания | LG Arena                             |
| 6 декабря 2010[11]  | Кардифф           | Великобритания | Motorpoint Arena Cardiff             |
| 8 декабря 2010[11]  | Глазго            | Великобритания | SECC                                 |
| 10 декабря 2010[11] | Ньюкасл           | Великобритания | Metro Radio Arena                    |
| 11 декабря 2010[11] | Манчестер         | Великобритания | Manchester Arena                     |
| 12 декабря 2010[11] | Брайтон           | Великобритания | Brighton Centre                      |
| 14 декабря 2010[11] | Ноттингем         | Великобритания | Trent FM Arena                       |
| 15 декабря 2010[11] | Лондон            | Великобритания | The O2 Arena                         |
| 16 декабря 2010[11] | Борнмут           | Великобритания | BIC                                  |
| Азия                |                   |                |                                      |
| 13 января 2011      | Осака             | Япония         | Club Quattro                         |
| 14 января 2011      | Токио             | Япония         | The Shibuya DUO Music Exchange       |
| 15 января 2011[12]  | Токио             | Япония         | The Shibuya DUO Music Exchange       |
| Европа              |                   |                |                                      |
| 21 января 2011      | Краков            | Польша         | Studio                               |
| 22 января 2011      | Варшава           | Польша         | Stodola                              |
| 23 января 2011      | Гданьск           | Польша         | Parlament                            |
| 25 января 2011[13]  | Таллин            | Эстония        | Kalevi Spordihall                    |
| 26 января 2011[14]  | Хельсинки         | Финляндия      | The Circus                           |
| 2 февраля 2011      | Брайтон           | Великобритания | Brighton Dome                        |
| 3 февраля 2011      | Лондон            | Великобритания | HMV Forum                            |
| 4 февраля 2011      | Глазго            | Великобритания | O2 ABC                               |
| 6 февраля 2011      | Лидс              | Великобритания | O2 Academy Leeds                     |
| 7 февраля 2011      | Дублин            | Ирландия       | Academy                              |
| 8 февраля 2011      | Манчестер         | Великобритания | Manchester Academy 1                 |
| 12 февраля 2011     | Барселона         | Испания        | Sala Apolo                           |
| 13 февраля 2011     | Мадрид            | Испания        | Joy Eslava                           |
| 15 февраля 2011     | Порту             | Португалия     | Hard Club                            |
| 18 февраля 2011     | Болонья           | Италия         | Estragon                             |
| 19 февраля 2011     | Берн              | Швейцария      | Bierhübeli                           |
| 20 февраля 2011     | Цюрих             | Швейцария      | X-tra                                |
| 21 февраля 2011     | Цюрих             | Швейцария      | X-tra                                |
| 1 марта 2011        | Брюссель          | Бельгия        | Ancienne Belgique                    |
| 2 марта 2011        | Гронинген         | Нидерланды     | De Oosterpoort                       |
| 3 марта 2011        | Копенгаген        | Дания          | Store Vega                           |
| 5 марта 2011        | Стокгольм         | Швеция         | Berns                                |
| 6 марта 2011        | Осло              | Норвегия       | Rockefeller                          |
| 8 марта 2011        | Гамбург           | Германия       | Grosse Freiheit 36                   |
| 9 марта 2011        | Франкфурт         | Германия       | Hugenottenhalle                      |
| 11 марта 2011       | Дрезден           | Германия       | Alter Schlachthof                    |
| 12 марта 2011[15]   | Берлин            | Германия       | C-Club                               |
| 13 марта 2011       | Прага             | Чехия          | Lucerna Music Bar                    |
| 15 марта 2011       | Вена              | Австрия        | Arena                                |
| 16 марта 2011       | Мюнхен            | Германия       | Tonhalle                             |
| 17 марта 2011[16]   | Кёльн             | Германия       | Palladium                            |
| 19 марта 2011       | Амстердам         | Нидерланды     | Melkweg                              |
| 20 марта 2011       | Рейкьявик         | Исландия       | Vodaphone Sports Hall                |
| 25 марта 2011       | Салоники          | Греция         | Block 33                             |
| 26 марта 2011[17]   | Таврос            | Греция         | Fuzz Club                            |
| 1 апреля 2011       | Санкт-Петербург   | Россия         | ГлавClub                             |
| 2 апреля 2011       | Москва            | Россия         | ГлавClub                             |
| 3 апреля 2011       | Екатеринбург      | Россия         | Tele-Club                            |
| 5 апреля 2011       | Киев              | Украина        | Crystal Hall                         |
| 7 апреля 2011[18]   | Бухарест          | Румыния        | Fratelli Studios                     |
| Северная Америка    |                   |                |                                      |
| 15 апреля 2011      | Индио, Калифорния | США            | Коачелла Фестиваль                   |
| Азия                |                   |                |                                      |
| 6 мая 2011          | Бангсар           | Малайзия       | Mist Club                            |
| 7 мая 2011          | Джакарта          | Индонезия      | Nylon Music Festival                 |
| 8 мая 2011          | Бали              | Индонезия      | Hard Rock Cafe                       |
| 10 мая 2011         | Сингапур          | Сингапур       | Esplanade Concert Hall               |
| 11 мая 2011         | Гонконг           | Гонконг        | KITEC Rotunda                        |
| 13 мая 2011         | Тайбэй            | Тайвань        | Legacy                               |
| 14 мая 2011         | Пекин             | Китай          | Club Tango 3rd Floor                 |
| 17 мая 2011         | Тель-Авив         | Израиль        | Reading 3                            |
| 19 мая 2011         | Дубай             | ОАЭ            | Irish Village                        |
| Европа              |                   |                |                                      |
| 25 мая 2011         | Белград           | Сербия         | Белградская Арена                    |
| 26 мая 2011         | Скопье            | Македония      | Metropolis Arena                     |
| 28 мая 2011         | Бристоль          | Великобритания | Dot To Dot Festival                  |
| 29 мая 2011         | Ноттингем         | Великобритания | Dot To Dot Festival                  |
| 30 мая 2011         | Манчестер         | Великобритания | Dot To Dot Festival                  |
| 3 июня 2011         | Нюрнберг          | Германия       | Rock im Park                         |
| 4 июня 2011         | Нюрнберг          | Германия       | Rock am Ring                         |
| 5 июня 2011         | Дрезден           | Германия       | Junge Garde                          |
| 7 июня 2011         | Гамбург           | Германия       | Stadtpark Freilichtbuhne             |
| 8 июня 2011         | Берлин            | Германия       | Tape Club                            |
| 9 июня 2011         | Кран-пре-Селиньи  | Швейцария      | Caribana Festival                    |
| 11 июня 2011        | Ньюпорт           | Великобритания | Isle of Wight Фестиваль              |
| 12 июня 2011        | Ландграф          | Нидерланды     | Pinkpop Festival                     |
| 22 июня 2011        | Одесса            | Украина        | Ibiza Club                           |
| 24 июня 2011        | Разлог            | Болгария       | Elevation Music Festival             |
| 26 июня 2011        | Шептон-Маллет     | Великобритания | Гластонбери Фестиваль                |
| 30 июня 2011        | Верхтер           | Бельгия        | Rock Werchter Festival               |
| 2 июля 2011         | Санкт-Галлен      | Швейцария      | Open Air St. Gallen Festival         |
| 3 июля 2011         | Гдыня             | Польша         | Heineken Open'er Festival            |
| 5 июля 2011         | Мюнхен            | Германия       | Pavillon 21 MINI Opera Space         |
| 8 июля 2011         | Турку             | Финляндия      | Ruisrock Фестиваль                   |
| 9 июля 2011         | Нейс              | Ирландия       | Oxegen Festival                      |
| 10 июля 2011        | Кинросс           | Великобритания | T in the Park Festival               |
| 14 июля 2011        | Лондон            | Великобритания | Сомерсет-хаус                        |
| 15 июля 2011        | Салацгрива        | Латвия         | Positivus Festival                   |
| 16 июля 2011        | Хультсфред        | Швеция         | Hultsfred Festival                   |
| 17 июля 2011        | Суффолк           | Великобритания | Latitude Festival                    |
| 27 июля 2011        | Дортмунд          | Германия       | Dortmunder Music Week Festival       |
| 4 августа 2011      | Кастельон         | Испания        | Arenal Sound Festival                |
| 6 августа 2011      | Бенешов           | Чехия          | Sazava Festival                      |
| 8 августа 2011      | Будапешт          | Венгрия        | Сигет Фестиваль                      |
| 12 августа 2011     | Пьештяни          | Словакия       | Grape Festival                       |
| 13 августа 2011     | Берлин            | Германия       | Цитадель Шпандау Фестиваль           |
| 14 августа 2011     | Хильдесхайм       | Германия       | M'era Luna Festival                  |
| 18 августа 2011     | Санкт-Пёльтен     | Австрия        | FM4 Frequency Festival               |
| 21 августа 2011     | Челмсфорд         | Великобритания | V Festival                           |
| 18 сентября 2011    | Лондон            | Великобритания | Claridge's                           |
| 30 сентября 2011    | Штутгарт          | Германия       | Porsche-Arena                        |
| 1 октября 2011      | Франкфурт         | Германия       | Jahrhunderthalle                     |
| 2 октября 2011      | Мюнхен            | Германия       | Zenith                               |
| 4 октября 2011      | Дюссельдорф       | Германия       | Mitsubishi Electric Halle            |
| 5 октября 2011      | Эрфурт            | Германия       | Thüringenhalle                       |
| 7 октября 2011      | Ахен              | Германия       | 1Live eine Nacht                     |
| 8 октября 2011      | Прага             | Чехия          | Luzerna Music Hall                   |
| 9 октября 2011      | Познань           | Польша         | MTP                                  |
| 11 октября 2011     | Минск             | Беларусь       | Дворец спорта                        |
| 12 октября 2011     | Каунас            | Литва          | Karaliaus Mindaugo pr. 50            |
| 14 октября 2011     | Таллин            | Эстония        | Саку Суурхалль                       |
| 15 октября 2011     | Хельсинки         | Финляндия      | Old Ice Hall                         |
| 17 октября 2011     | Санкт-Петербург   | Россия         | ГлавClub                             |
| 18 октября 2011[19] | Москва            | Россия         | Arena Moscow                         |
| 20 октября 2011     | Киев              | Украина        | Дворец спорта                        |
| 23 октября 2011     | Загреб            | Хорватия       | Bocarski dom                         |
| 24 октября 2011     | Вена              | Австрия        | Венские газометры                    |
| 26 октября 2011     | Милан             | Италия         | Alcatraz                             |
| 27 октября 2011     | Инсбрук           | Австрия        | Dogana                               |
| 29 октября 2011     | Базель            | Швейцария      | Avo Session Basel                    |
| 30 октября 2011     | Цюрих             | Швейцария      | Maag Event Hall                      |
| 31 октября 2011     | Цюрих             | Швейцария      | Maag Event Hall                      |
| 3 ноября 2011       | Глазго            | Великобритания | O2 Academy Glasgow                   |
| 4 ноября 2011       | Лондон            | Великобритания | O2 Academy Brixton                   |
| 8 августа 2012      | Будапешт          | Венгрия        | Сигет Фестиваль                      |
| 11 августа 2012     | Буфтя             | Румыния        | Summer Well Festival                 |
| 12 августа 2012     | Цофинген          | Швейцария      | Heitere Open Air Festival            |
| 14 августа 2012     | Паланга           | Литва          | Pildyk Friends Festival              |
| 18 августа 2012     | Эспоо             | Финляндия      | Weekend Festival                     |
| 17 сентября 2012    | Ганновер          | Германия       | Volkswagen                           |
| 20 сентября 2012    | Новосибирск       | Россия         | Crystal Hall                         |
| 22 сентября 2012    | Челябинск         | Россия         | World Trade Center                   |
| 24 сентября 2012    | Казань            | Россия         | Пирамида                             |
| 26 сентября 2012    | Самара            | Россия         | Метелица                             |
| 28 сентября 2012    | Воронеж           | Россия         | Завод                                |
| 9 ноября 2012       | Варшава           | Польша         | Studio Las                           |

Примечания
1  Выступление является частью NME Radar тура.
2 Концерт в Бирмингеме первоначально был запланирован в The Library, но был перенесен в HMV Institute.
3 Концерт в Амстердаме первоначально был запланирован в Melkweg, но был перенесен в Paradiso.
4 Концерт в Берлине первоначально был запланирован в Lido, но был перенесен в Kulturbrauerei.
5 Концерт в Кёльне первоначально был запланирован в Luxor, но был перенесен в Essigfabrik.
6 Концерт в Мюнхене первоначально был запланирован в 59:1 Munchen, но был перенесен в Theaterfabrik.
7 Концерт в Барселоне первоначально был запланирован в LA2, но был перенесен в Bikini.
8 Концерт в Мадриде первоначально был запланирован в Joy Eslava, но был перенесен в Penelope.
9 Концерт в Париже первоначально был запланирован в La Boule Noir, но был перенесен в Le Trabendo.
10 Адам Андерсон отсутствовал из-за того, что надорвал спину перенося пианино.
11 Выступление является частью The Night Work тура в поддержку Scissor Sisters.
12 Адам Андерсон отсутствовал из-за зубной боли.
13 Концерт в Таллине первоначально был запланирован в Rock Café, но был перенесен в Kalevi Spordihall.
14 Концерт в Хельсинки первоначально был запланирован в Tavastia, но был перенесен в The Circus.
15 Концерт в Берлине первоначально был запланирован в Huxleys, но был перенесен в Columbiahalle.
16 Концерт в Кёльне первоначально был запланирован в E-Werk, но был перенесен в Palladium.
17 Концерт в Афинах первоначально был запланирован в Kyttaro, но был перенесен в Fuzz Club.
18 Концерт в Бухаресте первоначально был запланирован в Silver Church, но был перенесен в Fratelli Studios.
19 Концерт в Москве первоначально был запланирован в A2, но был перенесен в Arena Moscow.
Перенесённые концерты тура
8 ноября 2010 Тео Хатчкрафт сообщил в социальной сети Твиттер, что он получил пугающую травму – его барабанная перепонка была повреждена. Он будет в порядке, но врач сказал, что если он перенапряжёт её и отыграет полный концерт, то это может оказать на неё разрушительное воздействие.
| 11 ноября 2010 | Бухарест, Румыния | Silver Church | Перенесён на 7 апреля 2011.                                            |
| 12 ноября 2010 | Афины, Греция     | Kyttaro       | Перенесён на 26 марта 2011 из-за проблемы с барабанной перепонкой Тео. |
| 13 ноября 2010 | Салоники, Греция  | Block 33      | Перенесён на 25 марта 2011 из-за проблемы с барабанной перепонкой Тео. |

Отменённые концерты тура
| 9 сентября 2010 | Милан, Италия           | Piazzetta Crocerossa | Выступление было отменено из-за ошибки в получении рабочей визы. |
| 10 февраля 2011 | Париж, Франция          | Le Trianon           | Концерт был отменён без объяснения причин.                       |
| 2 ноября 2011   | Брайтон, Великобритания | Brighton Centre      | Концерт был отменён из-за непредвиденных обстоятельств.          |

## Команда
| Основная - Мэт Вайнс (англ. Matt Vines), Нил Ривс (англ. Neil Reeves) — менеджмент - Алан Дэвис (англ. Alan Davies) — осветитель (2012) - Стефан Гудчаилд (англ. Stefan Goodchild) — видео-оформитель - Дэн Робинсон (англ. Dan Robinson) — осветитель, видео-оформитель - Ли Берчелл (англ. Lee Birchall) — оборудование - Брайан Феникс(англ. Brian Phoenix) — финансист - Пол Робертс (англ. Paul Roberts) — хореограф - Франческа Хофман (англ. Francesca Hoffman), Эмили Рамблс (англ. Emily Rumbles) — танцовщицы (2011–2012) Источник: | Музыканты - Тео Хатчкрафт (англ. Theo Hutchcraft) — вокал - Адам Андерсон (англ. Adam Anderson) — клавишные, гитара - Пит Уотсон (англ. Pete Watson) — клавишные, бэк-вокал - Пол Уолшем (англ. Paul Walsham) — ударные, бэк-вокал - Марк Пьюзи (англ. Mark Pusey) — ударные, бэк-вокал (2010–2011) - Ричард Сидауэй (англ. Richard Sidaway) — бэк-вокал (2010–2011) - Мэтт Уайт (англ. Matt White) — бас-гитара, бэк-вокал (2011) - Дэйв Маркс (англ. Dave Marks) — бас-гитара (2011) - Лаэл Голдберг (англ. Lael Goldberg) — бас-гитара, бэк-вокал (2012) - Хилари Марсден (англ. Hilary Marsden) — саксофон, кларнет, бэк-вокал (2010) - Эми Мэй (англ. Amy May) — кларнет, саксофон, альт, бэк-вокал (2011–2012) - Палома Дейк (англ. Paloma Deike), Пенни Анскау (англ. Penny Anscow) — скрипка, бэк-вокал (2011–2012) - Райан Портер (англ. Rhian Porter) — виолончель (2011–2012) |